# Poiana Mare
Poiana Mare est une commune roumaine située dans le județ de Dolj.